# Aluna Festival
Le festival Ardèche Aluna Festival, plus communément appelé Aluna Festival, est un festival musical qui est organisé à Ruoms, dans les gorges de l'Ardèche.

## Histoire
Depuis 2008, il n'a jamais cessé de fonctionner, et a connu une augmentation de fréquentation. Le nom du festival est entre 2008 et 2010, Festiv'Aluna, avant de devenir en 2011 Ardèche Aluna Festival.[source insuffisante]
Pour les éditions de 2015 et 2016, le festival a accueilli le Festival international des sports extrêmes.  
En 2020 et 2021, les éditions sont annulées en raison des restrictions face à la pandémie de Covid-19.

## Fréquentation
Lors de la première édition en 2008, le festival accueille 1 500 spectateurs.
En 2012, il accueille 38 000 spectateurs. 
En 2014, il accueille 39 000 spectateurs.
En 2016, il accueille 70 000 spectateurs. 
En 2019, il accueille 65 000 spectateurs.
En 2024, il accueille 61 000 spectateurs.

## Programmation

### Années 2020

#### 2022
- du 23 juin au 25 juin 2022 :

Stromae • Angèle • -M- • Julien Doré • Dutronc & Dutronc • Vianney • Grand Corps Malade • Clara Luciani • Rilès • Suzane • Gaël Faye • Feu! Chatterton • Jérémy Frerot • La Rue Kétanou • Sopico • Chilla • Tibz • Gaumar • Lupo • Billet D'humeur • Deepdav • Tim Dup • Stephane • Le Trottoir D’en Face • Lyre Le Temps • Boostee • Wailing Trees • I Woks • Peyo • Caesaria • Adele & Robin • Les P’tits Yeux • So Lune • Auguste Wood • Update • Carmeline • Deborah Aime La Bagarre • Vitess • Jabberwocky

#### 2023
- du 29 juin au 1er juillet 2023 :
  - Jeudi 29 juin : Mademoiselle k, Orelsan, Kungs, Rouquine, Malo', DaBreak, Captain Spark & Royal Compagny, Berets des villes, Lénofil.
  - Vendredi 30 juin : Big Flo & Oli, Shaka Ponk, Adé, Naâman, Maddy Street, Oété, Ryon, Dubsilence, On n'est pas sorti de la grange.
  - Samedi 1er juillet : Dub Inc, Faada Freddy, Jain, Florent Pagny, R.Car, Les Yeux d'la Tête, Alkabaya, Anoraak, Bonneville.

2024
- du 27 juin au 29 juin 2024 :
  - Jeudi 27 juin : 47Ter, Pomme, Louise attaque, PLK, Les P'tits Fils  de Jeanine, Little Odetta, Edgär, Debout Sur Le Zinc, James Baker, Da Break
  - Vendredi 28 juin : Ko Ko Mo, Hoshi, Calogero, Martin Solveig, The Tigre, The 4L Boys, Camille Esteban, Komodrag & The Mounodor, Mystical Faya, Flox
  - Samedi 29 juin : Olivia Ruiz, Selah Sue, Patrick Bruel, Cali, Trigones Plus, La Corde Raide, Volodia, Melba, XPRS!